# Панчика

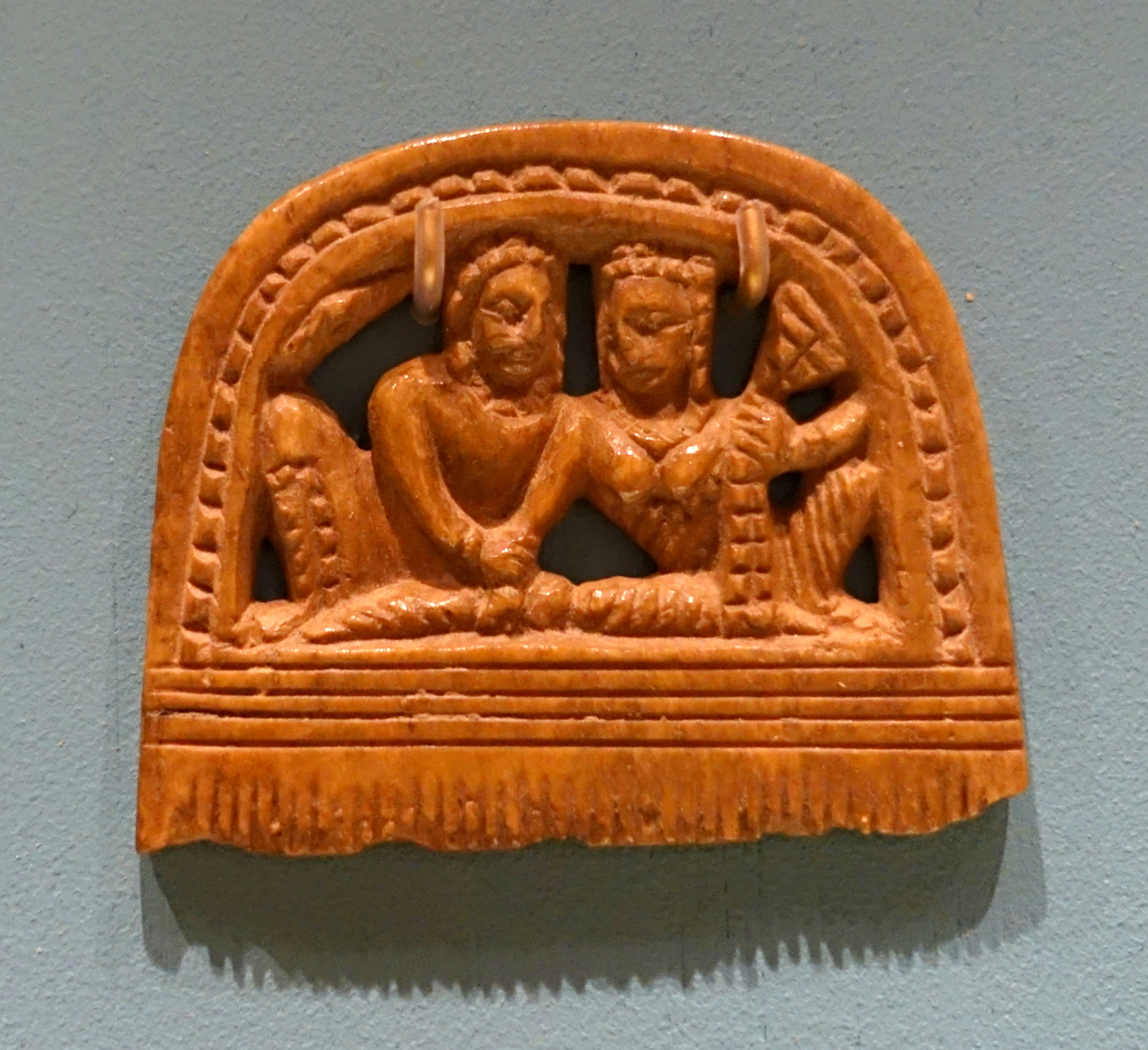
Расческа с Панчикой и Харити, царство Хотан.

Панчика (кит. 般闍迦) — якша и супруг Харити, от которого она, как говорят, стала матерью 500 детей.

## Описание
Согласно «Махавамсе», Панчика был главнокомандующим армией якшей Вайшраваны, и ему подчинялись ещё 27 генералов-якшей.
Панчика часто изображали держащим копье и мешок с драгоценностями или деньгами вместе с Харити в греко-буддийском искусстве Гандхары, где они изображали супружескую любовь после начала почитания Будды. Эти две фигуры «были очень популярны в Гандхаре во второй половине второго века, и их статуй достаточно много».

## Иконография
Иногда он изображался с копьём, что также указывает на роль вождя якшей. Иконография Панчика позже была объединена с иконографией Вайшраваны.